# Championnat d'Italie de football de deuxième division 1988-1989
Navigation
Édition précédente Édition suivante
La saison 1988-1989 de Serie B, organisée par la Lega Calcio pour la quarante-troisième fois, est la 57e édition du championnat de deuxième division en Italie. Les quatre premiers sont promus directement en Serie A et les quatre derniers sont relégués en Serie C.
À l'issue de la saison, le Genoa 1893 et l'AS Bari terminent à la première place et montent en Serie A 1989-1990 (1re division), accompagné par le troisième Udinese Calcio et le quatrième US Cremonese.

## Compétition
Le classement est établi sur le barème de points suivant :
- Victoire : 2 points
- Match nul : 1 points
- Défaite, forfait ou abandon du match : 0 point

### Classement
| Rang | Équipe            | Pts | J  | G  | N  | P  | Bp | Bc | Diff |
| ---- | ----------------- | --- | -- | -- | -- | -- | -- | -- | ---- |
| 1    | Genoa 1893        | 51  | 38 | 16 | 19 | 3  | 35 | 13 | +22  |
| 2    | AS Bari           | 51  | 38 | 16 | 19 | 3  | 38 | 21 | +17  |
| 3    | Udinese Calcio    | 45  | 38 | 13 | 19 | 6  | 37 | 24 | +13  |
| 4    | US Cremonese      | 44  | 38 | 10 | 21 | 7  | 26 | 18 | +8   |
| 5    | Reggina Calcio P  | 44  | 38 | 13 | 18 | 7  | 33 | 31 | +2   |
| 6    | Cosenza Calcio P  | 44  | 38 | 17 | 10 | 11 | 35 | 29 | +6   |
| 7    | US Avellino R     | 41  | 38 | 11 | 19 | 8  | 31 | 29 | +2   |
| 8    | ACR Messine       | 38  | 38 | 13 | 12 | 13 | 46 | 42 | +4   |
| 9    | Licata P          | 37  | 38 | 11 | 15 | 12 | 39 | 40 | -1   |
| 10   | Parme AC          | 37  | 38 | 8  | 21 | 9  | 29 | 31 | -2   |
| 11   | US Catanzaro      | 35  | 38 | 8  | 19 | 11 | 24 | 26 | -2   |
| 12   | Barletta          | 35  | 38 | 8  | 19 | 11 | 40 | 43 | -3   |
| 13   | Ancona Calcio P   | 35  | 38 | 6  | 23 | 9  | 28 | 35 | -7   |
| 14   | Calcio Padoue     | 35  | 38 | 10 | 15 | 13 | 27 | 35 | -8   |
| 15   | Calcio Monza P    | 34  | 38 | 7  | 20 | 11 | 31 | 32 | -1   |
| 16   | Brescia Calcio    | 34  | 38 | 9  | 16 | 13 | 27 | 29 | -2   |
| 17   | Empoli FC R       | 34  | 38 | 8  | 18 | 12 | 29 | 33 | -4   |
| 18   | SS Sambenedettese | 31  | 38 | 7  | 17 | 14 | 21 | 30 | -9   |
| 19   | AS Tarente        | 29  | 38 | 8  | 13 | 17 | 24 | 40 | -16  |
| 20   | Plaisance FC      | 26  | 38 | 7  | 12 | 19 | 20 | 41 | -21  |

|  | Promotion en Serie A                        |
|  | Relégation en Serie C                       |
|  | P : Promu de Serie C R : Relégué de Serie A |

- En fin de saison, trois clubs sont à égalité de points pour la promotion, le classement particulier écarte le Cosenza Calcio. L'US Cremonese et Reggina Calcio se rencontrent sur un seul match, après un match nul 0 à 0, Cremonese est promu après les tirs au but (4 à 3).

En fin de classement, trois clubs sont également à égalité de points, le classement particulier sauve le Calcio Monza. Brescia Calcio  et Empoli FC se rencontrent sur un seul match, après un match nul 0 à 0, Brescia l'emporte aux tirs au but 3 à 0 et reste en Serie B, Empoli est relégué.